# Les Fiançailles de monsieur Hire
Les Fiançailles de M. Hire est un roman policier de Georges Simenon paru en 1933 chez Fayard, avec pour l'édition originale une jaquette dessinée par Bernard Bécan.
Le roman se déroule dans les années 1930 à Villejuif et à Paris (quartier de la Porte d'Italie et du Boulevard Voltaire). M. Hire est uniquement décrit à travers son comportement extérieur : il s'ensuit un effet de distanciation qui rend allusive la saisie de sa personnalité. Il fait partie de la série des « romans durs » de son auteur.

## Personnages
- M. Hire (de son vrai nom Hiroswitch) : fils d'un tailleur juif de Wilna ; sans profession stable ; célibataire ; âge indéterminé.
- Alice : jeune servante travaillant dans une crémerie.
- Émile : jeune mécanicien, compagnon de sortie d'Alice.
- La concierge de M. Hire.

## Résumé
À Villejuif, une femme assassinée est retrouvée dans un terrain vague. Un seul indice : le sac de la victime a disparu ; la police croit au crime d'un sadique. La concierge de M. Hire, rendue méfiante par le comportement singulier de son locataire, signale qu'elle a entrevu chez lui une serviette tachée de sang. M. Hire est aussitôt pris en filature.
Cet homme physiquement disgracié, au caractère mal défini, vit d'expédients. Au bowling, dont il est un habitué, il se fait passer pour un inspecteur de la P.J. M. Hire entretient de très mauvais rapports avec la police : il a fait de la prison pour une affaire de mœurs, pour une escroquerie. 
Le soir, de sa chambre de célibataire, il lorgne les allées et venues d'une jeune voisine, Alice. Il la suit quand, le dimanche, elle accompagne son ami Émile au match de football. Alice, piquée au jeu, se met à adopter une attitude frivole comme si elle voulait séduire M. Hire qui, trop timide, n'y répond pas. Il découvre qu’Émile est l'auteur du crime dont il est soupçonné. La jeune fille lui arrache toutefois la promesse de ne rien dire. 
Naïvement, M. Hire propose à Alice de fuir ensemble vers la Suisse. Il attend en vain à la gare de Lyon celle qu'il appelle sa « fiancée. » Après une nuit d'errance, il regagne son logis. À son arrivée, il tombe dans le piège que la douce Alice lui a tendu : elle a en effet déposé dans sa chambre la serviette, la pièce à conviction qui fournit la preuve du crime et la police est sur les lieux, entourée d'une foule justicière, prête à le lyncher. 
M. Hire tente de s'échapper par les toits, glisse et reste suspendu dans le vide jusqu'à ce que les pompiers alertés parviennent à le recueillir. C'est un corps inerte qui leur tombe dans les bras : M. Hire est mort de peur sous le regard impassible d'Alice et de son ami.

## Éditions
- Édition originale : Fayard, 1933
- Tout Simenon, tome 18, Omnibus, 2003  (ISBN 978-2-258-06103-3)
- Livre de Poche n° 14295, 2003  (ISBN 978-2-253-14295-9)
- Romans, tome I, Gallimard, Bibliothèque de la Pléiade, n° 495, 2003  (ISBN 978-2-07-011674-4)
- Romans durs, tome 1, Omnibus, 2012  (ISBN 978-2-258-09355-3)
- Romans durs, tome 1, Omnibus, 2023  (ISBN 978-2-258-20258-0)

## Adaptations
- 1946 : Panique, film français réalisé par Julien Duvivier, avec Michel Simon et Viviane Romance
- 1947 : Barrio ou Viela - Rua Sem Sol, film hispano-portugais[1] réalisé par Ladislas Vajda[2]
- 1989 : Monsieur Hire, film français réalisé par Patrice Leconte, avec Michel Blanc et Sandrine Bonnaire - Sélection officielle au festival de Cannes 1989

La description physique de M. Hire est différente dans le roman et dans les adaptations cinématographiques :
- il est petit, gros, avec des moustaches frisées dans l'œuvre de Simenon ;
- dans le film Panique, M. Hire (Michel Simon) a une barbe fournie ;
- quant à Michel Blanc, dans Monsieur Hire, l'adaptation de 1989, il est chauve et glabre.